# Mirjana Devedžić
Mirjana Devedžić (Beograd, 6. mart 1959) je redovna profesorka na Geografskom fakultetu Univerziteta u Beogradu.

## Obrazovanje
Dr Mirjana Devedžić diplomirala je 1982. godine na Prirodno-matematičkom fakultetu u Beogradu. Tu je i masterirala 1988. godine. Odbranila je doktorsku disertaciju 1999. godine na Geografskom fakultetu.

## Karijera
Zaposlena je 1985. godine kao asistentkinja na geografskom fakultetu, a od 1991. na Odseku za turizmološke nauke. Docentkinja postaje 2001, vandredna  profesorka 2006. godine, a redovna profesorka 2011. godine.

## Radovi
Objavila je preko 90 naučnih radova i dve samostalne monografije u izdanjima u zemlji i inostranstvu, te učestovala u radu većeg broja domaćih i međunarodnih konferencija. Neki od njenih radova su: Multiethnicity in the south border region of Serbia – demographic aspects, in: The New European Frontiers Social and Spatial (Re)Integration Issues in Multicultural and Border Regions, Cambridge Scholars Pub, Promene u distribuciji ruralnog stanovništva Srbije, Značaj bračnosti za nivo fertiliteta...
- Devedžić M., Stojilković J. (2013), Multiethnicity in the south border region of Serbia – demographic aspects, in: The New European Frontiers Social and Spatial (Re)Integration Issues in Multicultural and Border Regions, Cambridge Scholars Pub.
- Devedžić M., Stojilković J. (2012) Novo poimanje starosti – prospektivna starost, Stanovništvo, vol. XLX, br. 1/12, Centar za demografska istraživanja IDN, Beograd, str. 45-69.
- Devedžić M., Devedžić V., Radenković S. (2012), Web Service Support for Collaboration between Demographers, Computer Science and Information Systems, 9  (2):  943–961.
- Gligorijevic, V., Devedžic, M., Vojkovic, G. (2012). Relationships and impacts of advanced producer services, global economy and urban structures in ex-communist metropolis: an empirical study, In 2nd International Conference on Economic, Education and Management (ICEEM 2012), 267-272, Hong Kong: Hong Kong Education Society.
- Gligorijević, V., Devedžić, M. (2011). Promene u distribuciji ruralnog stanovništva Srbije. Zbornik radova-Geografski fakultet Univerziteta u Beogradu, 59,1-14.
- Devedžić M. (2011), Uticaj turizma na demografski razvitak (primer Crnogorskog primorja), monografija, Geografski fakultet, Beograd, str. 1-170.
- Devedžić M., Devedžić V. (2010), Imagine: Using New Web Technologies in Demography, Social Science Computer Review, 28  (2):  206–231.
- Devedžić M. (2010), Kontroverze demografskog razvitka Pčinjskog okruga, Zbornik Matice srpske za društvene nauke, br. 131, Matica srpska, Novi Sad, str. 319-329.
- Devedžić M. (2007), Demografske karakteristike starog stanovništva Beograda, Glasnik SGD, br. 2/2007, Beograd, str. 93-102.
- Devedžić M. (2006), O prirodnom kretanju stanovništva, monografija, Zavod za udžbenike, biblioteka “Stanovništvo”, knjiga br. 1, Beograd, str. 1-225.
- Devedžić M. (2006), Dva primera rapidnog pada fertiliteta, Demografija, knjiga 3/2006, Institut za demografiju Geografskog fakulteta, Beograd, str. 7-20.
- Devedžić M. (2006), Rodne (ne)jednakosti iz demografske perspektive, Stanovništvo, vol. XLIV, br. 2/06, Centar za demografska istraživanja IDN, Beograd, str. 65-89.
- Devedžić M. (2004), Značaj bračnosti za nivo fertiliteta, Demografija, knjiga 1, Institut za demografiju Geografskog fakulteta, Beograd, str. 73-91.
- Devedžić M. (2004), Razvoj reprogenetike i njeni demografski aspekti, Stanovništvo, vol. XLII, 1-4/2004, Centar za demografska istraživanja IDN, Beograd, str. 45-67.
- Devedžić M., Devedžić V. (2003), Towards Web-Based Education of Demography, International Journal on Informatics in Education, 2  (2):  201–210.
- Devedžić M. (2002), Tourist Region, Ethnic Heterogeneity and Gender in the Yugoslav Seaside Tourist Region, poglavlje u monografiji “Tourism/Gender/Fun“, Cognizant Communication Corporation, New York, Sydney, Tokyo, str. 143-154.[2]

## Nagrade i priznanja
- Srpsko geografsko društvo

- Društvo demografa Srbije, član predsedništva

- Udruženje turizmologa

- Odbor za proučavanje stanovništva SANU

- Međunarodna asocijacija za proučavanje stanovništva Balkana DemoBalk